# Cot Meurak Blang
Cot Meurak Blang is een bestuurslaag in het regentschap Bireuen van de provincie Atjeh, Indonesië. Cot Meurak Blang telt 524 inwoners (volkstelling 2010).